# Mistrzostwa Świata Juniorów w Hokeju na Lodzie 2012/Elita
36. Mistrzostwa Świata Juniorów w Hokeju na Lodzie Elity 2012 odbyły się w dwóch największych miastach kanadyjskiej prowincji Alberta, czyli Calgary i Edmonton, w dniach od 26 grudnia 2011 do 5 stycznia 2012. Mecze rozgrywane były w Kanadzie po raz dziesiąty w historii. 
W tej części mistrzostw uczestniczyło najlepsze 10 drużyn na świecie. System rozgrywania meczów jest inny niż w niższych dywizjach. Najpierw drużyny rozgrywają mecze w fazie grupowej (2 grupy po 5 zespołów), systemem każdy z każdym. Dwie najgorsze zespoły walczył o utrzymanie w elicie, z czego dwie drużyny spadło. Drużyny, które zajęły pierwsze miejsca w swoich grupach awansowały bezpośrednio do półfinałów, zaś drużyny z miejsc drugich i trzecich, grały między sobą o awans do półfinału.
Hale w których odbędą się zawody to:
- Scotiabank Saddledome (o pojemności 19 289 miejsc)
- Rexall Place (o pojemności 16 839 miejsc)

Mecze na terenie Polski można było oglądać w komercyjnej stacji: Eurosport 2.

## Faza grupowa

### Grupa A
Wyniki
| 26 grudnia 2011 | Łotwa | 4:9 | Szwecja | Scotiabank Saddledome, Calgary |

| Szczegóły      | Szczegóły | Szczegóły       | Szczegóły | Szczegóły      |
| -------------- | --------- | --------------- | --------- | -------------- |
| Godzina: 15:30 |           | (2:3, 1:3, 1:3) |           | Widzów: 12.544 |

| 26 grudnia 2011 | Szwajcaria | 0:3 | Rosja | Scotiabank Saddledome, Calgary |

| Szczegóły      | Szczegóły | Szczegóły       | Szczegóły | Szczegóły      |
| -------------- | --------- | --------------- | --------- | -------------- |
| Godzina: 20:00 |           | (0:1, 0:2, 0:0) |           | Widzów: 15.390 |

| 27 grudnia 2011 | Słowacja | 3:1 | Łotwa | Scotiabank Saddledome, Calgary |

| Szczegóły      | Szczegóły | Szczegóły       | Szczegóły | Szczegóły      |
| -------------- | --------- | --------------- | --------- | -------------- |
| Godzina: 20:00 |           | (0:0, 1:1, 2:0) |           | Widzów: 12.589 |

| 28 grudnia 2011 | Szwecja | 4:3 pk. | Szwajcaria | Scotiabank Saddledome, Calgary |

| Szczegóły      | Szczegóły | Szczegóły                 | Szczegóły | Szczegóły      |
| -------------- | --------- | ------------------------- | --------- | -------------- |
| Godzina: 15:30 |           | (1:0, 1:1, 1:2, 0:0, 1:0) |           | Widzów: 14.782 |

| 28 grudnia 2011 | Rosja | 3:1 | Słowacja | Scotiabank Saddledome, Calgary |

| Szczegóły      | Szczegóły | Szczegóły       | Szczegóły | Szczegóły      |
| -------------- | --------- | --------------- | --------- | -------------- |
| Godzina: 20:00 |           | (0:1, 1:0, 2:0) |           | Widzów: 15.987 |

| 29 grudnia 2011 | Łotwa | 0:14 | Rosja | Scotiabank Saddledome, Calgary |

| Szczegóły      | Szczegóły | Szczegóły       | Szczegóły | Szczegóły      |
| -------------- | --------- | --------------- | --------- | -------------- |
| Godzina: 20:00 |           | (0:1, 0:6, 0:7) |           | Widzów: 14.780 |

| 30 grudnia 2011 | Szwecja | 9:1 | Słowacja | Scotiabank Saddledome, Calgary |

| Szczegóły      | Szczegóły | Szczegóły       | Szczegóły | Szczegóły      |
| -------------- | --------- | --------------- | --------- | -------------- |
| Godzina: 15:30 |           | (2:1, 2:0, 5:0) |           | Widzów: 15.187 |

| 30 grudnia 2011 | Szwajcaria | 5:3 | Łotwa | Scotiabank Saddledome, Calgary |

| Szczegóły      | Szczegóły | Szczegóły       | Szczegóły | Szczegóły      |
| -------------- | --------- | --------------- | --------- | -------------- |
| Godzina: 20:00 |           | (1:0, 2:1, 2:2) |           | Widzów: 13.666 |

| 31 grudnia 2011 | Słowacja | 6:4 | Szwajcaria | Scotiabank Saddledome, Calgary |

| Szczegóły      | Szczegóły | Szczegóły       | Szczegóły | Szczegóły      |
| -------------- | --------- | --------------- | --------- | -------------- |
| Godzina: 16:00 |           | (1:2, 1:1, 4:1) |           | Widzów: 13.029 |

| 31 grudnia 2011 | Rosja | 3:4 d. | Szwecja | Scotiabank Saddledome, Calgary |

| Szczegóły      | Szczegóły | Szczegóły               | Szczegóły | Szczegóły      |
| -------------- | --------- | ----------------------- | --------- | -------------- |
| Godzina: 20:00 |           | (3:0, 0:0, 0:3, d. 0:1) |           | Widzów: 16,643 |

Tabela Grupy A
| Lp. | Zespół     | M | Pkt | W | WpD | PpD | P | G + | G - | +/-  |
| --- | ---------- | - | --- | - | --- | --- | - | --- | --- | ---- |
| 1   | Szwecja    | 4 | 10  | 2 | 2   | 0   | 0 | 26  | 11  | +15  |
| 2   | Rosja      | 4 | 10  | 3 | 0   | 1   | 0 | 23  | 5   | +18  |
| 3   | Słowacja   | 4 | 6   | 2 | 0   | 0   | 2 | 11  | 17  | - 6  |
| 4   | Szwajcaria | 4 | 4   | 1 | 0   | 1   | 2 | 12  | 16  | - 4  |
| 5   | Łotwa      | 4 | 0   | 0 | 0   | 0   | 4 | 8   | 31  | - 23 |

Legenda:       = Awans do półfinału,       = Awans do ćwierćfinału,       =  Zespoły uczestniczące w rywalizacji play-out (o utrzymanie)
Lp. = lokata, M = liczba rozegranych spotkań, Pkt = Liczba zdobytych punktów, W = Wygrane, WpD = Wygrane po dogrywce lub karnych, PpD = Porażki po dogrywce lub karnych, P = Porażki, G+ = Gole strzelone, G- = Gole stracone, +/- = bilans bramek

### Grupa B
Wyniki
| 26 grudnia 2011 | Finlandia | 1:8 | Kanada | Rexall Place, Edmonton |

| Szczegóły      | Szczegóły | Szczegóły       | Szczegóły | Szczegóły      |
| -------------- | --------- | --------------- | --------- | -------------- |
| Godzina: 13:30 |           | (0:2, 1:3, 0:3) |           | Widzów: 15.296 |

| 26 grudnia 2011 | Dania | 3:11 | Stany Zjednoczone | Rexall Place, Edmonton |

| Szczegóły      | Szczegóły | Szczegóły       | Szczegóły | Szczegóły      |
| -------------- | --------- | --------------- | --------- | -------------- |
| Godzina: 18:00 |           | (2:3, 0:6, 1:2) |           | Widzów: 13.604 |

| 27 grudnia 2011 | Czechy | 7:0 | Dania | Rexall Place, Edmonton |

| Szczegóły      | Szczegóły | Szczegóły       | Szczegóły | Szczegóły      |
| -------------- | --------- | --------------- | --------- | -------------- |
| Godzina: 18:00 |           | (1:0, 2:0, 4:0) |           | Widzów: 12.967 |

| 28 grudnia 2011 | Stany Zjednoczone | 1:4 | Finlandia | Rexall Place, Edmonton |

| Szczegóły      | Szczegóły | Szczegóły       | Szczegóły | Szczegóły      |
| -------------- | --------- | --------------- | --------- | -------------- |
| Godzina: 13:30 |           | (0:0, 0:1, 1:3) |           | Widzów: 14.000 |

| 28 grudnia 2011 | Kanada | 5:0 | Czechy | Rexall Place, Edmonton |

| Szczegóły      | Szczegóły | Szczegóły       | Szczegóły | Szczegóły      |
| -------------- | --------- | --------------- | --------- | -------------- |
| Godzina: 18:00 |           | (1:0, 2:0, 2:0) |           | Widzów: 16.417 |

| 29 grudnia 2011 | Dania | 2:10 | Kanada | Rexall Place, Edmonton |

| Szczegóły      | Szczegóły | Szczegóły       | Szczegóły | Szczegóły      |
| -------------- | --------- | --------------- | --------- | -------------- |
| Godzina: 18:00 |           | (0:0, 0:1, 1:3) |           | Widzów: 16.275 |

| 30 grudnia 2011 | Stany Zjednoczone | 2:5 | Czechy | Rexall Place, Edmonton |

| Szczegóły      | Szczegóły | Szczegóły       | Szczegóły | Szczegóły      |
| -------------- | --------- | --------------- | --------- | -------------- |
| Godzina: 13:30 |           | (1:1, 1:1, 0:3) |           | Widzów: 14.733 |

| 30 grudnia 2011 | Finlandia | 10:1 | Dania | Rexall Place, Edmonton |

| Szczegóły      | Szczegóły | Szczegóły       | Szczegóły | Szczegóły      |
| -------------- | --------- | --------------- | --------- | -------------- |
| Godzina: 18:00 |           | (3:0, 2:1, 5:0) |           | Widzów: 13.144 |

| 31 grudnia 2011 | Czechy | 0:4 | Finlandia | Rexall Place, Edmonton |

| Szczegóły      | Szczegóły | Szczegóły       | Szczegóły | Szczegóły      |
| -------------- | --------- | --------------- | --------- | -------------- |
| Godzina: 14:00 |           | (0:2, 0:1, 0:1) |           | Widzów: 14.429 |

| 31 grudnia 2011 | Kanada | 3:2 | Stany Zjednoczone | Rexall Place, Edmonton |

| Szczegóły      | Szczegóły | Szczegóły       | Szczegóły | Szczegóły      |
| -------------- | --------- | --------------- | --------- | -------------- |
| Godzina: 18:00 |           | (3:0, 0:0, 0:2) |           | Widzów: 16.647 |

Tabela Grupy B
| Lp. | Zespół            | M | Pkt | W | WpD | PpD | P | G + | G - | +/-  |
| --- | ----------------- | - | --- | - | --- | --- | - | --- | --- | ---- |
| 1   | Kanada            | 4 | 12  | 4 | 0   | 0   | 0 | 26  | 5   | +21  |
| 2   | Finlandia         | 4 | 9   | 3 | 0   | 0   | 1 | 19  | 10  | +9   |
| 3   | Czechy            | 4 | 6   | 2 | 0   | 0   | 2 | 12  | 11  | +1   |
| 4   | Stany Zjednoczone | 4 | 3   | 1 | 0   | 0   | 3 | 16  | 15  | +1   |
| 5   | Dania             | 4 | 0   | 0 | 0   | 0   | 4 | 6   | 38  | - 32 |

Legenda:       = Awans do półfinału,       = Awans do ćwierćfinału,       =  Zespoły uczestniczące w rywalizacji play-out (o utrzymanie)
Lp. = lokata, M = liczba rozegranych spotkań, Pkt = Liczba zdobytych punktów, W = Wygrane, WpD = Wygrane po dogrywce lub karnych, PpD = Porażki po dogrywce lub karnych, P = Porażki, G+ = Gole strzelone, G- = Gole stracone, +/- = bilans bramek

## Turniej play-out
Wyniki
| 2 stycznia 2012 | Szwajcaria | 4:3 d. | Dania | Scotiabank Saddledome, Calgary |

| Szczegóły      | Szczegóły | Szczegóły               | Szczegóły | Szczegóły     |
| -------------- | --------- | ----------------------- | --------- | ------------- |
| Godzina: 11:00 |           | (2:2, 1:1, 0:0, d. 1:0) |           | Widzów: 9.328 |

| 3 stycznia 2012 | Stany Zjednoczone | 12:2 | Łotwa | Scotiabank Saddledome, Calgary |

| Szczegóły      | Szczegóły | Szczegóły       | Szczegóły | Szczegóły     |
| -------------- | --------- | --------------- | --------- | ------------- |
| Godzina: 11:00 |           | (4:0, 7:1, 1:1) |           | Widzów: 9.146 |

| 4 stycznia 2012 | Łotwa | 2:1 d. | Dania | Scotiabank Saddledome, Calgary |

| Szczegóły      | Szczegóły | Szczegóły               | Szczegóły | Szczegóły     |
| -------------- | --------- | ----------------------- | --------- | ------------- |
| Godzina: 11:00 |           | (0:1, 1:0, 0:0, d. 1:0) |           | Widzów: 6.983 |

| 4 stycznia 2012 | Szwajcaria | 1:2 | Stany Zjednoczone | Scotiabank Saddledome, Calgary |

| Szczegóły      | Szczegóły | Szczegóły       | Szczegóły | Szczegóły      |
| -------------- | --------- | --------------- | --------- | -------------- |
| Godzina: 15:00 |           | (1:2, 0:0, 0:0) |           | Widzów: 10.624 |

| Lp. | Zespół            | M | Pkt | W | WpD | PpD | P | G + | G - | +/-  |
| --- | ----------------- | - | --- | - | --- | --- | - | --- | --- | ---- |
| 1   | Stany Zjednoczone | 3 | 9   | 3 | 0   | 0   | 0 | 25  | 6   | +19  |
| 2   | Szwajcaria        | 3 | 5   | 1 | 1   | 0   | 1 | 10  | 8   | +2   |
| 3   | Łotwa             | 3 | 2   | 0 | 1   | 0   | 2 | 7   | 18  | - 11 |
| 4   | Dania             | 3 | 2   | 0 | 0   | 2   | 1 | 7   | 17  | - 10 |

Legenda:       =  Zespół, który został zdegradowany do Dywizji I A
Lp. = lokata, M = liczba rozegranych spotkań, Pkt = Liczba zdobytych punktów, W = Wygrane, WpD = Wygrane po dogrywce lub karnych, PpD = Porażki po dogrywce lub karnych, P = Porażki, G+ = Gole strzelone, G- = Gole stracone, +/- = bilans bramek

## Turniej play-off

### Ćwierćfinały
| 2 stycznia 2012 | Finlandia | 8:5 | Słowacja | Scotiabank Saddledome, Calgary |

| Szczegóły      | Szczegóły | Szczegóły       | Szczegóły | Szczegóły      |
| -------------- | --------- | --------------- | --------- | -------------- |
| Godzina: 15:00 |           | (2:2, 4:1, 2:2) |           | Widzów: 14.558 |

| 2 stycznia 2012 | Rosja | 2:1 d. | Czechy | Scotiabank Saddledome, Calgary |

| Szczegóły      | Szczegóły | Szczegóły               | Szczegóły | Szczegóły      |
| -------------- | --------- | ----------------------- | --------- | -------------- |
| Godzina: 19:00 |           | (0:0, 1:1, 0:0, d. 1:0) |           | Widzów: 16.581 |

### Mecz o 5 miejsce
| 4 stycznia 2012 | Czechy | 5:2 | Słowacja | Scotiabank Saddledome, Calgary |

| Szczegóły      | Szczegóły | Szczegóły       | Szczegóły | Szczegóły      |
| -------------- | --------- | --------------- | --------- | -------------- |
| Godzina: 19:00 |           | (3:0, 1:1, 1:1) |           | Widzów: 12.923 |

### Półfinały
| 3 stycznia 2012 | Szwecja | 3:2 pk. | Finlandia | Scotiabank Saddledome, Calgary |

| Szczegóły      | Szczegóły | Szczegóły                       | Szczegóły | Szczegóły      |
| -------------- | --------- | ------------------------------- | --------- | -------------- |
| Godzina: 15:00 |           | (0:1, 0:1, 2:0, d. 0:0, k. 1:0) |           | Widzów: 15.690 |

| 3 stycznia 2012 | Kanada | 5:6 | Rosja | Scotiabank Saddledome, Calgary |

| Szczegóły      | Szczegóły | Szczegóły       | Szczegóły | Szczegóły      |
| -------------- | --------- | --------------- | --------- | -------------- |
| Godzina: 19:00 |           | (0:2, 1:3, 4:1) |           | Widzów: 19.289 |

### Mecz o 3 miejsce
| 5 stycznia 2012 | Kanada | 4:0 | Finlandia | Scotiabank Saddledome, Calgary |

| Szczegóły      | Szczegóły | Szczegóły       | Szczegóły | Szczegóły      |
| -------------- | --------- | --------------- | --------- | -------------- |
| Godzina: 13:30 |           | (1:0, 2:0, 1:0) |           | Widzów: 18.595 |

### Finał
| 5 stycznia 2012 | Szwecja | 1:0 d. | Rosja | Scotiabank Saddledome, Calgary |

| Szczegóły      | Szczegóły          | Szczegóły            | Szczegóły | Szczegóły                                                                   |
| -------------- | ------------------ | -------------------- | --------- | --------------------------------------------------------------------------- |
| Godzina: 18:00 | M. Zibanejad 70:09 | (0:0, 0:0, 0:0, 1:0) |           | Widzów: 18 722 Sędzia główny: Brent Reiber Sędziowie liniowi: Derek Zalaski |

## Statystyki
- Klasyfikacja strzelców –  Max Friberg: 9 goli
- Klasyfikacja asystentów –  Mikael Granlund,  Nail Jakupow: 9 asyst
- Punktacja kanadyjska –  Jewgienij Kuzniecow: 13 punktów
- Punktacja +/- –  Mark Stone: +10
- Skuteczność interwencji bramkarzy –  Andriej Wasilewski: 95,31%
- Średnia goli na mecz wśród bramkarzy –  Mark Visentin: 1,43

## Nagrody
Dyrektoriat IIHF wybrał trójkę najlepszych zawodników, po jednym na każdej pozycji:
- Bramkarz:  Petr Mrázek
- Obrońca:  Brandon Gormley
- Napastnik:  Jewgienij Kuzniecow
- Najbardziej Wartościowy Zawodnik (MVP):  Jewgienij Kuzniecow

Drużyna Gwiazd wybrana przez media:
- Bramkarz:  Petr Mrázek
- Obrońcy:  Brandon Gormley,  Oscar Klefbom
- Napastnicy:  Mikael Granlund,  Max Friberg,  Jewgienij Kuzniecow